# 明東村

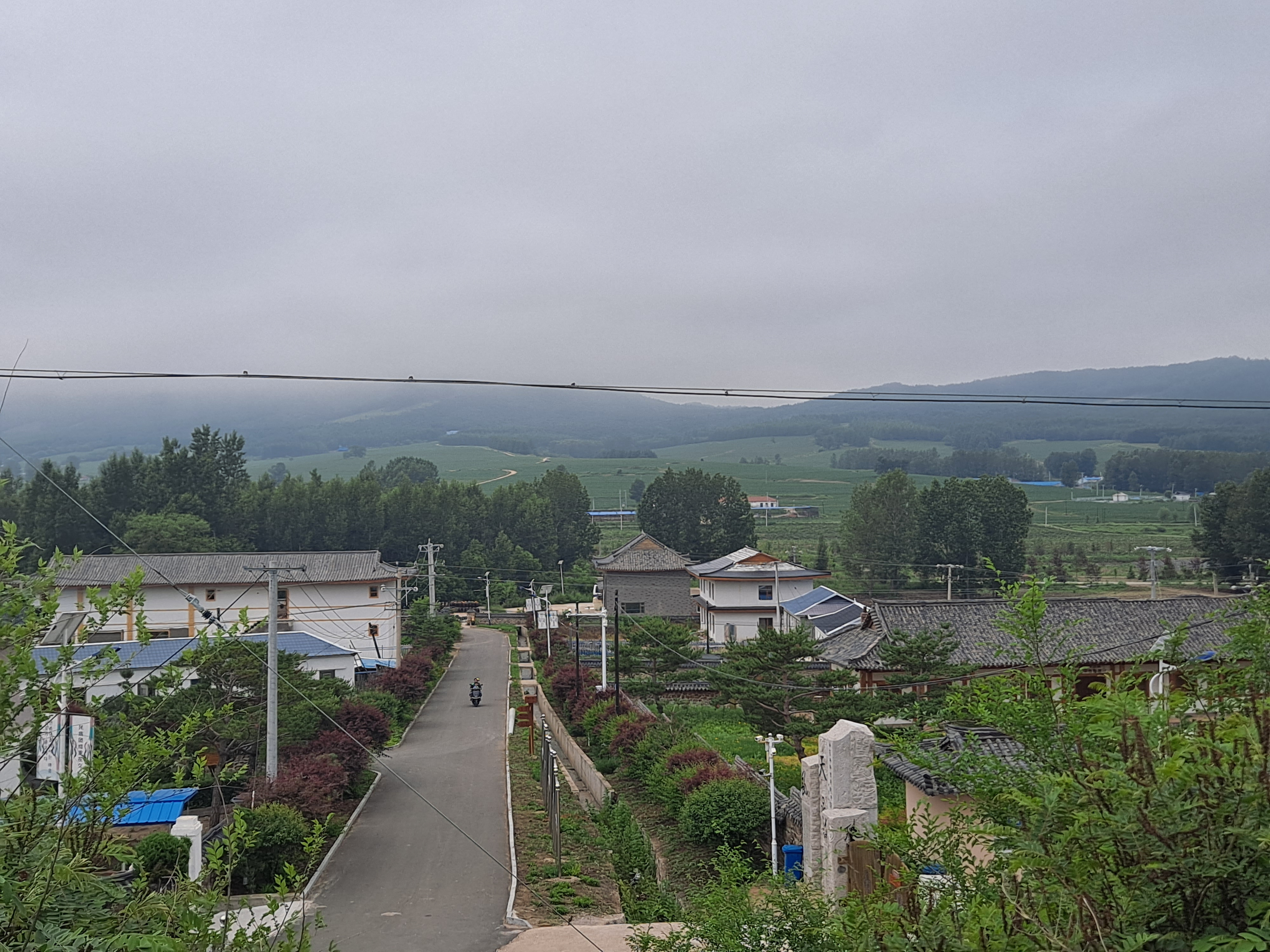
明东村

明東村是中华人民共和国吉林省延邊朝鮮族自治州龙井市智新镇的一個朝鮮族村莊，為尹東柱的出生地。截至2021年，全村有農戶409戶，1508人，其中朝鮮族1056人。村內有建在明東學校舊址的明東村博物館、金躍淵雕像、尹東柱故居、宋夢奎故居、朝鮮族百年老宅。
1908年至1925年，明東學校在明東村創辦，該學校培養了一些抗日人士。2012年，尹東柱故居擴建完成。2017年，明東村退出貧困村序列，2019年，明東村建檔立卡貧困戶45戶70人全部脫貧。